# حمور
حمور هو رجل مذكور بالاسم في التوراة أو العهد القديم وهو من الكنعانيين.
قتله أبناء يعقوب  مع ابنه شكيم لأن شكيم اعتدى على دينة بنت يعقوب.